# Camille Keaton
Pour l’article homonyme, voir Keaton.
Camille Keaton, née le 20 juillet 1947 à Pine Bluff (Arkansas), est une actrice américaine.

## Biographie
Elle épouse le producteur de cinéma Sidney Luft le 20 mars 1993.

## Filmographie

### Cinéma
- 1972 : Le Tueur à l'orchidée (Sette orchidee macchiate di rosso) d'Umberto Lenzi (non créditée)
- 1972 : Décaméron 2 de Mino Guerrini : Alibech
- 1972 : Mais... qu'avez vous fait à Solange ? (Cosa avete fatto a Solange?) de Massimo Dallamano : Solange Beauregard
- 1972 : Estratto dagli archivi segreti della polizia di una capitale europea de Riccardo Freda : Jane
- 1973 : Il gatto di Brooklyn aspirante detective d'Oscar Brazzi : Guendalina Bacherozza De Porcaris
- 1973 : Les Anges pervers (Il sesso della strega) d'Angelo Pannacciò : Ann
- 1973 : Piège pour un tueur (Si puo essere piu bastardi dell'ispettore Cliff ?) de Massimo Dallamano
- 1974 : Madeleine, anatomia di un incubo de Roberto Mauri : Madeleine
- 1978 : Œil pour œil (I Spit on Your Grave) de Meir Zarchi : Jennifer Hills
- 1982 : Special Force (Raw Force) : La fille dans les toilettes
- 1982 : Quartier de femmes (Los amantes de la isla del diablo) : Rita
- 1989 : No Justice : La femme du prêcheur
- 1993 : Savage Vengeance : Jennifer Hills
- 1999 : Holy Hollywood : Betty
- 2010 : Sella Turcica : Karmen Roback
- 2011 : Chop de Trent Haaga (en) : Mme Reed
- 2012 : The Butterfly Room : Olga
- 2012 : The Lords of Salem de Rob Zombie (non créditée)
- 2015 : Plan 9 : La grand-mère
- 2015 : Cabaret diabolique : Marcia Wilson
- 2016 : Christ Rising : Elizabeth
- 2016 : Naked Alien Massacre : Jennifer
- 2017 : Deadlines de Tracy Lee Staton : Principal Beasley
- 2019 : I Spit on Your Grave: Deja Vu de Meir Zarchi : Jennifer Hills